# User-Clip-Plane
Ein User-Clip-Plane ist eine Schnittebene in einem CAD-Modell. Im Gegensatz zum Clipping dienen diese Schnittebenen nicht dazu Teile des Modells zur schnelleren Berechnung wegzuschneiden, sondern zur besseren Visualisierung, um etwa das Innere eines Motorblocks freizulegen. Professionelle Grafikkarten können solche Schnittebenen hardwarebasierend berechnen.